# Charlie Lindgren
Charles „Charlie“ Lindgren (* 18. Dezember 1993 in Lakeville, Minnesota) ist ein US-amerikanischer Eishockeytorwart, der seit Juli 2022 bei den Washington Capitals in der National Hockey League unter Vertrag steht. Zuvor verbrachte er fünf Jahre in der Organisation der Canadiens de Montréal und spielte ein Jahr für die St. Louis Blues.

## Karriere

### Jugend und College
Charlie Lindgren wurde in Lakeville geboren und spielte dort in seiner Jugend für das Eishockey-Team der Lakeville North High in einer regionalen High-School-Liga. Zur Saison 2011/12 wechselte er in die United States Hockey League (USHL), die ranghöchste Juniorenliga der USA, und lief dort fortan für die Sioux Falls Stampede auf. In seinem zweiten Jahr stieg er dort zum unumstrittenen Stammtorhüter auf und sorgte in den Playoffs mit einer Fangquote von 92,1 % dafür, dass das Team das Halbfinale erreichte; dort unterlag man allerdings den Fargo Force. Anschließend schrieb sich Lindgren im Herbst 2013 an der St. Cloud State University ein und hütete fortan für deren Huskies das Tor in der National Collegiate Hockey Conference (NCHC), einer Liga im Spielbetrieb der National Collegiate Athletic Association (NCAA).
Als Freshman fungierte der US-Amerikaner in der Saison 2013/14 als Ersatzmann hinter Ryan Faragher, kam dabei zu zehn Einsätzen sowie auf einen Gegentorschnitt von 2,42, der ihm schließlich eine Berufung ins NCHC All-Rookie Team einbrachte. Mit Beginn seines zweiten Jahres stieg Lindgren auch bei den St. Cloud State Huskies zum Stammkeeper auf, hatte seinen Durchbruch jedoch erst in der Spielzeit 2015/16. In dieser führte er das Team mit einer Fangquote von 92,5 % und einem Gegentorschnitt von 2,13 zu 30 Siegen sowie in der Folge zur Meisterschaft der NCHC. Darüber hinaus wurde er in der Liga als Torhüter des Jahres ausgezeichnet sowie ins NCHC First All-Star Team berufen.

### NHL
Mit diesen Leistungen machte Lindgren auch die National Hockey League (NHL) auf sich aufmerksam, sodass er – ohne zuvor in einem NHL Entry Draft berücksichtigt worden zu sein – im März 2016 einen Einstiegsvertrag bei den Canadiens de Montréal unterzeichnete. Nur knapp eine Woche später debütierte er im Tor der Canadiens und verbuchte dabei direkt seinen ersten NHL-Sieg. Die folgende Saison 2016/17 verbrachte er erwartungsgemäß hauptsächlich bei den St. John’s IceCaps in der American Hockey League (AHL), dem Farmteam Montréals. Dort setzte er sich gegen Yann Danis als erster Torhüter durch und kam im Saisonverlauf auf 48 Einsätze bei fünf Shutouts. Im April 2016 beriefen ihn die Canadiens abermals in ihr NHL-Aufgebot, wo er in Folge zwei weitere Spiele absolvierte und diese ebenfalls beide siegreich bestritt.
Den Beginn der Saison 2017/18 verbrachte Lindgren beim neuen Farmteam der Canadiens, den Rocket de Laval, kehrte allerdings bereits Anfang November 2017 nach Montréal zurück. Die Canadiens hatten die verletzungsbedingten Ausfälle von Carey Price und Al Montoya zu beklagen, sodass Lindgren als nominell dritter Torhüter nun deutlich mehr Eiszeit in der NHL bekam. Wenig später verpflichteten die Canadiens zusätzlich Antti Niemi, sodass Lindgren nach acht NHL-Einsätzen und der Rückkehr von Price zurück in die AHL geschickt wurde.
Bei der Weltmeisterschaft 2018 nahm Lindgren erstmals an einem internationalen Turnier teil und gewann dort mit der Nationalmannschaft der USA die Bronzemedaille. Hinter Keith Kinkaid und Scott Darling blieb er dabei allerdings ohne Einsatz.
Nach fünf Jahren in der Organisation der Canadiens wurde sein auslaufender Vertrag im Sommer 2021 nicht verlängert, sodass er sich im Juli 2021 als Free Agent den St. Louis Blues anschloss. In gleicher Weise wechselte er im Juli 2022 zu den Washington Capitals.

## Erfolge und Auszeichnungen
| - 2014 NCHC All-Rookie Team - 2016 NCHC-Meisterschaft mit der St. Cloud State University - 2016 NCHC-Torhüter des Jahres | - 2016 NCHC First All-Star Team - 2017 AHL All-Star Classic |

### International
- 2018 Bronzemedaille bei der Weltmeisterschaft

## Karrierestatistik
Stand: Ende der Saison 2024/25

### International
Vertrat die USA bei:
- Weltmeisterschaft 2018
- Weltmeisterschaft 2024

(Legende zur Torhüterstatistik: GP oder Sp = Spiele insgesamt; W oder S = Siege; L oder N = Niederlagen; T oder U oder OT = Unentschieden oder Overtime- bzw. Shootout-Niederlage; Min. = Minuten; SOG oder SaT = Schüsse aufs Tor; GA oder GT = Gegentore; SO = Shutouts; GAA oder GTS = Gegentorschnitt; Sv% oder SVS% = Fangquote; EN = Empty Net Goal; 1 Play-downs/Relegation; Kursiv: Statistik nicht vollständig)

## Persönliches
Sein Bruder Ryan Lindgren ist ebenfalls Eishockeyspieler und wurde im NHL Entry Draft 2016 in der zweiten Runde von den Boston Bruins ausgewählt.